# Neutrino
Het neutrino is een elektrisch ongeladen subatomair, elementair deeltje. Het heeft een spin van 1/2 en is daarmee een fermion.
Het neutrino is een lepton. De voornaamste wisselwerking (interactie) die neutrino's vertonen, is de zwakke kernkracht; neutrino's zijn niet gevoelig voor de sterke kernkracht of voor elektromagnetische interacties.  Doordat het neutrino zo weinig wisselwerking vertoont met materie, gaat het bijna ongehinderd door gewone materie heen. Een blok lood zou een lichtjaar (circa 9,5 biljoen km) dik moeten zijn om de helft van de neutrino's die erdoorheen gaan, tegen te houden.
De meeste neutrino's die de aarde bereiken, zijn afkomstig van de zon. Per seconde wordt elke vierkante centimeter van de ruimte in de nabijheid van de aarde, die loodrecht op de richting van de zonnestralen staat, gepasseerd door 65 miljard zonneneutrino's; dit zijn elektron-neutrino's.

## Geschiedenis

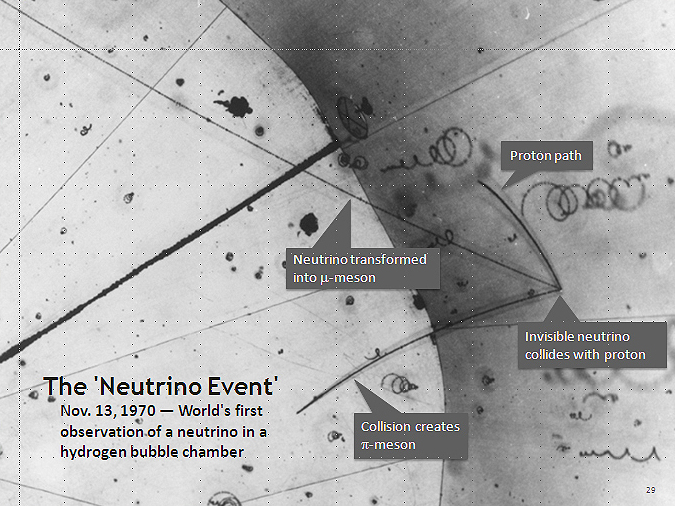
Eerste waarneming van een neutrino in een bellenvat, november 1970. Het onzichtbare neutrino raakt een proton (rechts op foto) en verandert in een muon (de lange dunne streep vanaf het midden van de foto naar linksboven). De korte, licht gebogen streep naar boven is het proton. Het derde gebogen spoor naar linksonder is van een pi-meson dat is ontstaan door de botsing van het neutrino met het proton.

### Voorstel van Pauli
Het neutrino, meer in het bijzonder het elektronneutrino, werd in 1930 voor het eerst gepostuleerd door Wolfgang Pauli, die het nodig had om het continue spectrum van bètaverval te verklaren. Het voorspelde deeltje was nodig om de wet van behoud van energie, de wet van behoud van impuls, en de wet van behoud van impulsmoment bij bètaverval theoretisch te kunnen behouden. Sommige natuurkundigen, zoals Niels Bohr, waren tegen deze interpretatie van bèta-verval en waren bereid te accepteren dat energie, impuls en impulsmoment geen behouden grootheden waren.
{\displaystyle n^{0}\rightarrow p^{+}+e^{-}+{\bar {\nu _{e}}}}
Pauli theoriseerde dat een nog niet ontdekt deeltje het waargenomen verschil tussen de energie, impuls en impulsmoment van de eerste en laatste deeltjes met zich meevoerde.
Pauli noemde zijn voorgestelde lichte deeltje oorspronkelijk neutron, naar analogie met het proton en het elektron, waarvan reeds bekend was dat zij producten van bètaverval zijn. Toen James Chadwick in 1932 echter een veel massiever deeltje ontdekte en dit ook een neutron noemde, zat men met twee verschillende deeltjes met dezelfde naam. Enrico Fermi, die de theorie van het bètaverval ontwikkelde, bracht uitkomst. Hij verzon in 1934 de term neutrino om zo de verwarring op te lossen. Het is het Italiaanse equivalent van "neutraaltje".

### Directe detectie
In 1942 stelde Wang Ganchang als eerste het gebruik van K-vangst voor om zo het door Pauli voorgestelde neutrino experimenteel te bevestigen. Hij suggereerde om daarvoor beryllium te gebruiken:
{\displaystyle \mathrm {^{7}Be+e_{K}^{-}\to {^{7}Li}+{\bar {\nu _{e}}}+1\,MeV} }
en nog datzelfde jaar bevestigde James Allen dat de 'terugstoot' van lithium in dit proces klopte met de verwachting bij uitzenden van een neutrino. Ook dit was echter een indirect resultaat: het neutrino zelf werd niet expliciet gemeten. Hans Bethe en Robert Bacher hadden al in 1936 vastgesteld dat er maar één proces was dat neutrino's met zekerheid zou moeten veroorzaken als ze bestonden, en dat was het inverse beta process:
{\displaystyle {\bar {\nu _{e}}}+p^{+}\rightarrow n^{0}+e^{+}}
In 1956 publiceerden Clyde Cowan, Frederick Reines, F.B. Harrison, H.W. Kruse, en A.D. McGuire in het wetenschappelijk tijdschrift Science de bevestiging dat zij op deze manier inderdaad het elektronneutrino hadden gedetecteerd. In dit experiment, dat nu bekendstaat als het Cowan-Reines-neutrinoexperiment, reageren neutrino's, die in een kernreactor worden gemaakt door middel van bètaverval, met protonen, waarbij neutronen en positronen ontstaan. Het positron vindt snel een elektron en beide deeltjes annihileren elkaar. De twee resulterende gammadeeltjes (fotonen) zijn aantoonbaar. Het neutron kan worden gedetecteerd doordat dit deeltje kan worden ingevangen door een hiervoor in aanmerking komende kern, waarbij een gammadeeltje vrijkomt. Het samenvallen van beide gebeurtenissen – positron-annihilatie en neutronvangst – geeft een unieke signatuur aan een antineutrino-wisselwerking. Deze ontdekking leverde een van de auteurs, Frederick Reines, bijna veertig jaar later, in 1995, de Nobelprijs voor de Natuurkunde op. (Cowan was reeds in 1974 overleden)
Het is nu bekend dat zowel de voorgestelde als de waargenomen deeltjes antineutrino's waren. Het muon-neutrino werd in 1962 ontdekt door Leon Lederman, Melvin Schwartz en Jack Steinberger (Nobelprijs 1988), het tau-neutrino in 2000 door de DONUT Collaboration van het Fermilab.

## Eigenschappen

### Massa
Lang werd gedacht dat de massa van het neutrino nul was. Experimentele resultaten van bijvoorbeeld de Super-Kamiokande detector en het Sudbury Neutrino Observatory (SNO) hebben aangetoond dat neutrino's tussen de verschillende generaties kunnen oscilleren (overgaan van de ene generatie in de andere) wat inhoudt dat ze massa moeten bezitten. Voor deze experimenten is in 2015 de Nobelprijs voor de Natuurkunde toegekend aan Takaaki Kajita en Arthur B. McDonald. De neutrinomassa is echter zo klein (< 1 eV/c²) dat die moeilijk te bepalen is.

### Snelheid
Doordat neutrino's massa hebben, zou volgens de relativiteitstheorie van Albert Einstein hun snelheid net iets onder de lichtsnelheid moeten liggen.
Een neutrino met een massa van 0,2 eV/c² en een energie van 10 MeV heeft volgens de formule
{\displaystyle E={\frac {mc^{2}}{\sqrt {1-{\frac {v^{2}}{c^{2}}}}}}}
een snelheid die 60 nm/s (een fractie 2 × 10−16) lager is dan de lichtsnelheid. Dit is niet meetbaar, daardoor zal een snelheidsbepaling binnen de meetnauwkeurigheid de lichtsnelheid opleveren.
In september 2011 meldden onderzoekers van het CERN in Zwitserland en de Laboratori Nazionali del Gran Sasso in Italië dat zij, tijdens het CNGS-experiment, misschien hebben waargenomen dat hoog-energetische muon-neutrino's een fractie sneller dan de lichtsnelheid reizen. Maar in februari 2012 maakte CERN bekend dat de metingen waarschijnlijk beïnvloed waren door een niet goed functionerende oscillator en glasvezelverbinding.
CERN kondigde in juni 2012 aan dat nieuwe metingen in verscheidene Gran Sasso experimenten (OPERA, ICARUS, Borexino en LVD) aangeven dat de snelheid van neutrino's "consistent is met de lichtsnelheid". Daarmee werd het afwijkende CNGS resultaat van 2011 definitief weerlegd.

### Drie generaties
In het standaardmodel van de deeltjesfysica komen drie generaties neutrino's voor, ook wel smaak (flavor) genoemd. De eerste generatie noemt men het neutrino (ook wel elektron-neutrino of e-neutrino), de tweede generatie muon-neutrino en de derde generatie tau-neutrino. De neutrino's zijn genoemd naar de elektrisch geladen leptonen uit dezelfde generatie: elektron, muon en tau. Elk type neutrino bezit een eigen bijbehorend antideeltje: het antineutrino.
| Neutrino          | Neutrino                     |                       | Antineutrino                          | Antineutrino |  |  |
| naam              | symbool                      | naam                  | symbool                               | massa        |  |  |
| Elektron-neutrino | {\displaystyle \nu _{e}}     | Elektron-antineutrino | {\displaystyle {\bar {\nu }}_{e}}     | <2,5 eV/c²   |  |  |
| Muon-neutrino     | {\displaystyle \nu _{\mu }}  | Muon-antineutrino     | {\displaystyle {\bar {\nu }}_{\mu }}  | <170 keV/c²  |  |  |
| Tau-neutrino      | {\displaystyle \nu _{\tau }} | Tau-antineutrino      | {\displaystyle {\bar {\nu }}_{\tau }} | <18 MeV/c²   |  |  |

## Detectie
Neutrino's worden onder andere gevormd als bijproduct van de nucleosynthese in onze zon en andere sterren. Antineutrino's worden onder meer gevormd bij het β−-verval van de producten die vrijkomen na kernsplijting. Doordat neutrino's geen elektrische lading hebben worden ze niet door elektromagnetische velden afgebogen. Ofwel, tijdens hun reis door het heelal verliezen ze geen energie. Met waarneming van neutrino's is het mogelijk processen in het heelal nader te bestuderen.
Doordat het neutrino weinig wisselwerking heeft met materie, is het heel moeilijk te detecteren. Voor neutrino's met weinig energie is helemaal geen detectiemethode bekend. Een zeer klein deel van neutrino's met voldoende energie reageert echter wel, en kan dan gedetecteerd worden door de uitgezonden Čerenkovstraling, een zwakke blauwe flits. Neutrinodetectoren maken daarom gebruik van heel grote hoeveelheden doorzichtig materiaal zoals water of ijs (tot tienduizenden tonnen voor de Super-Kamiokande). Die zijn nodig om een paar neutrino's per dag te detecteren uit de miljarden die er per seconde doorheen gaan. In water botst dan af en toe een neutrino op een proton, en ontstaat er door opname van elektrische lading een muon of een elektron met een positieve respectievelijk negatieve lading. Deze deeltjes snellen door het water en geven Čerenkovstraling af die door fotomultiplicatoren worden gedetecteerd. De IceCube, een grote neutrinodetector op de zuidpool, maakt bijvoorbeeld gebruik van 1 km³ ijs, waarin photomultiplier tubes werden aangebracht.
Detectie vindt plaats diep onder de grond, omdat daar minder andere straling uit de ruimte doordringt die een flits veroorzaakt. Wat de straling betreft die daar wel doordringt, kan men in het geval van een flits zien of de straling van boven of van onder komt, en zich dan richten op de straling die van onder komt, want andere straling dan neutrino's kan niet of minder goed de hele aarde doorkruisen.
In het geval van zéér dichte materie (neutronensterren, zwaartekrachtimplosies bij de vorming van supernova's) is er wel een relevante interactie met neutrino's.